# Ugljična kiselina
Ugljična kiselina (karbonatna kiselina, (O=C(OH)2), H2CO3) slaba je anorganska kiselina. Nastaje otapanjem ugljikova(IV) oksida u vodi, no vrlo mala količina CO2 izreagira s vodom, jer se čak 99 % CO2 u vodi nalazi u molekularnom stanju. U industriji se karbonatna kiselina koristi za proizvodnju pjenušavih (gaziranih) pića jer pićima daje kiselkast osvježavajuć okus, a nije opasna za čovjeka. Karbonatna kiselina se spontano raspada na CO2 i H2O.
CO2 + H2O → H2CO3
Iako se spojevi koji imaju dvije hidroksilne grupe na istom ugljikovom atomu mogu rijetko izolirati u čistu stanju, izgleda da oni mogu postojati u vodenoj otopini. Za takav primjer u kemiji je najbolja ugljična kiselina, koja se u vodenoj otopini ponaša kao dvobazna kiselina, ali se može izolirati samo u obliku svojih soli ili estera, ili kao anhidrid (tj. ugljikov dioksid).
Karbonatna kiselina disocira otapanjem u vodi i stvara dvije vrste iona; hidrogenkarbonatni i karbonatni ion.
H2CO3 + H2O → HCO3- + H3O+
HCO3- + H2O → CO32- + H3O+
Pa tako stvara karbonatne (kalcijev karbonat, natrijev karbonat ...) i hidrogenkarbonatne (natrijev hidrogenkarbonat, kalcijev hidrogenkarbonat ...) soli.
Kalcijev karbonat (CaCO3) ili vapnenac najvažniji je karbonat koji izgrađuje mnoge planinske lance (Dinara, Velebit, Alpe...), a i različiti organizmi od njega grade svoje ljušturice, kućice i oklope jer je vapnenac gotovo netopljiv u vodi. Često se zna i pojavljivati s magnezijevim karbonatom u obliku dolomita (CaMg(CO3)2).

## Stvaranje špiljskih ukrasa
Voda koja isparava u vapnenačkim špiljama spaja se s ugljikovim dioksidom iz zraka te nastaje karbonatna kiselina. Karbonatna kiselina potom otapa vapnenac i stvara s njim u vodi topljivi kalcijev hidrogenkarbonat (Ca(HCO3)2):
CaCO3 + H2O + CO2 → Ca(HCO3)2
Isparavanjem vode iz zasićene otopine kalcijeva hidrogenkarbonata oslobađa se ugljikov dioksid a izlučuje se netopivi kalcijev karbonat koji stvara stalaktite, stalagmite i stalagmate.
Natrijev hidrogenkarbonat (NaHCO3) može se kupiti u svakoj trgovini pod nazivom soda bikarbona ili natrijev bikarbonat, a služi pri izradi tijesta, za ublažavanje želučane kiseline (antacidno sredstvo) tj. žgaravice itd. U industriji sodu bikarbonu možemo pronaći u šumećim tabletama koja reagira s kiselinama u tableti i oslobađa CO2 koji šumi i pjeni. U našem želucu nalizi se 0,5 %-tna klorovodična kiselina pa tako natrijev hidrogenkarbonat s njom u reakciji daje natrijev klorid tj. kuhinjsku sol.
NaHCO3 + HCl → NaCl + H2O + CO2
U antacidnim sredstima tj. sredstvima koji suzbijaju jaku kiselinu mogu se naći i magnezijev karbonat (MgCO3) i magnezijev hidrogenkarbonat (Mg(HCO3)2).
U prirodi osim kalcijeva možemo pronaći i željezov(II) karbonat, a nalazimo ga u mineralu sideritu (FeCO3), vrijednom mineralu željeza.
Svi karbonatni spojevi mogu se dokazati s nekom kiselinom koja je jača od ugljične pa zato je iz njezinih spojeva istiskuje u obliku vode i dioksida, a prisustvo ugljikova dioksida može se dokazati vapnenom vodom tj. bistom otopinom kalcijeva hidoksida (bistra kalcijeva lužina).